# Un tesoro è necessariamente nascosto
Un tesoro è necessariamente nascosto è il secondo album della cantante italiana Senhit, pubblicato nel 2007 dalla Panini Interactive.

## Tracce
1. Io non dormo
2. La faccia che ho
3. Un tesoro è necessariamente nascosto
4. Voglio prendere il sole
5. Io voglio
6. Sortilegio
7. Meglio
8. Rispetto
9. Libera ma triste
10. Ingenua
11. Ninna nanna
12. Beauty and the Beast